# Tribhuwan Army Club
Tribhuwan Army Club – klub piłkarski z Nepalu. Swoją siedzibę ma w stolicy kraju Katmandu. Gra na stadionie Dasarath Rangasala. 

## Historia
Klub został założony w 1951 jako Army XI, lecz później zmieniono ją na obecną na cześć króla Nepalu, Tribhuvan Bir Bikram Shah Dev. Drużyna odnosiła swoje największe sukcesy w latach 50. Klub zdobył mistrzostwo Nepalu w sezonie 1957/1958.

## Sukcesy
- Mistrzostwo Nepalu (1 raz): 1957/1958

## Obecny skład
Niepełny
| Nr | Poz. | Piłkarz            |
| -- | ---- | ------------------ |
|    | BR   | Bikash Malla       |
|    | PO   | Santosh Nepali     |
|    | OB   | Chun Bahadur Thapa |

| Nr | Poz. | Piłkarz          |
| -- | ---- | ---------------- |
|    | OB   | Ram Kumar Biswas |
|    | OB   | Hiranya Magar    |